# U-Boot-Bunker Dora

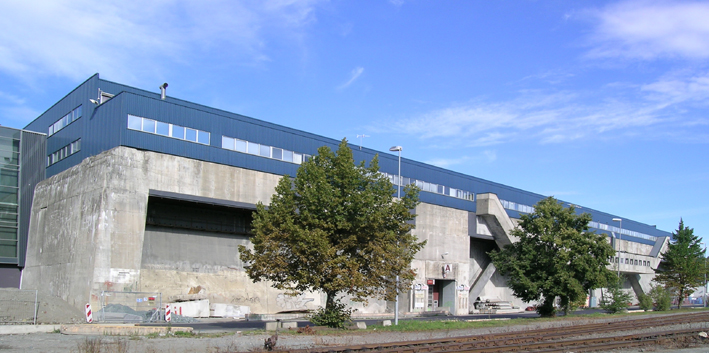
Dora 1

Dora 1 und Dora 2 sind zwei U-Boot-Bunker in Trondheim (Norwegen), die während des Zweiten Weltkriegs von den deutschen Besatzern erbaut wurden.

## Geschichte

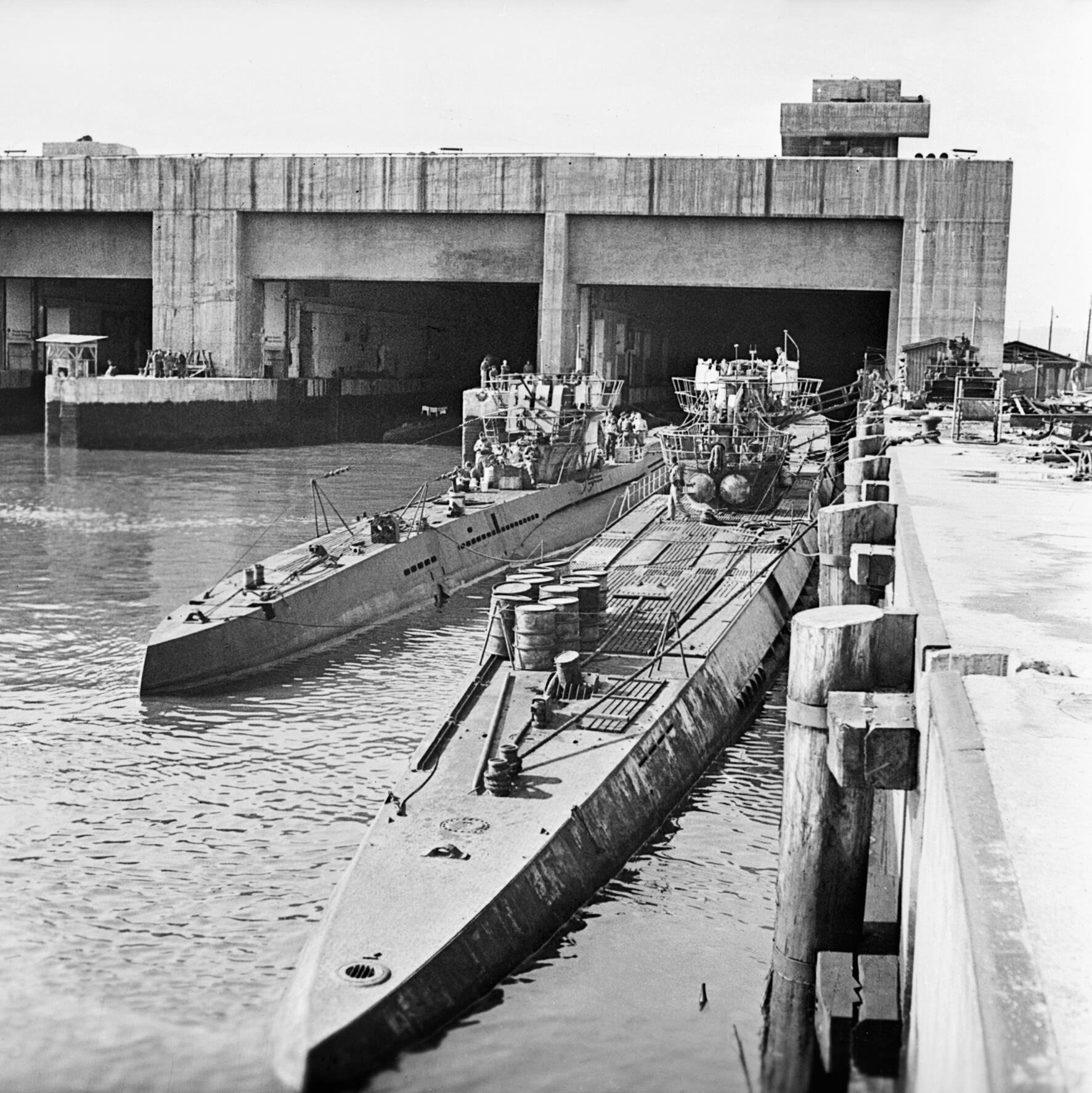
Zwei U-Boote der Typen VII und IX nach Kriegsende vor dem Bunker (19. Mai 1945)

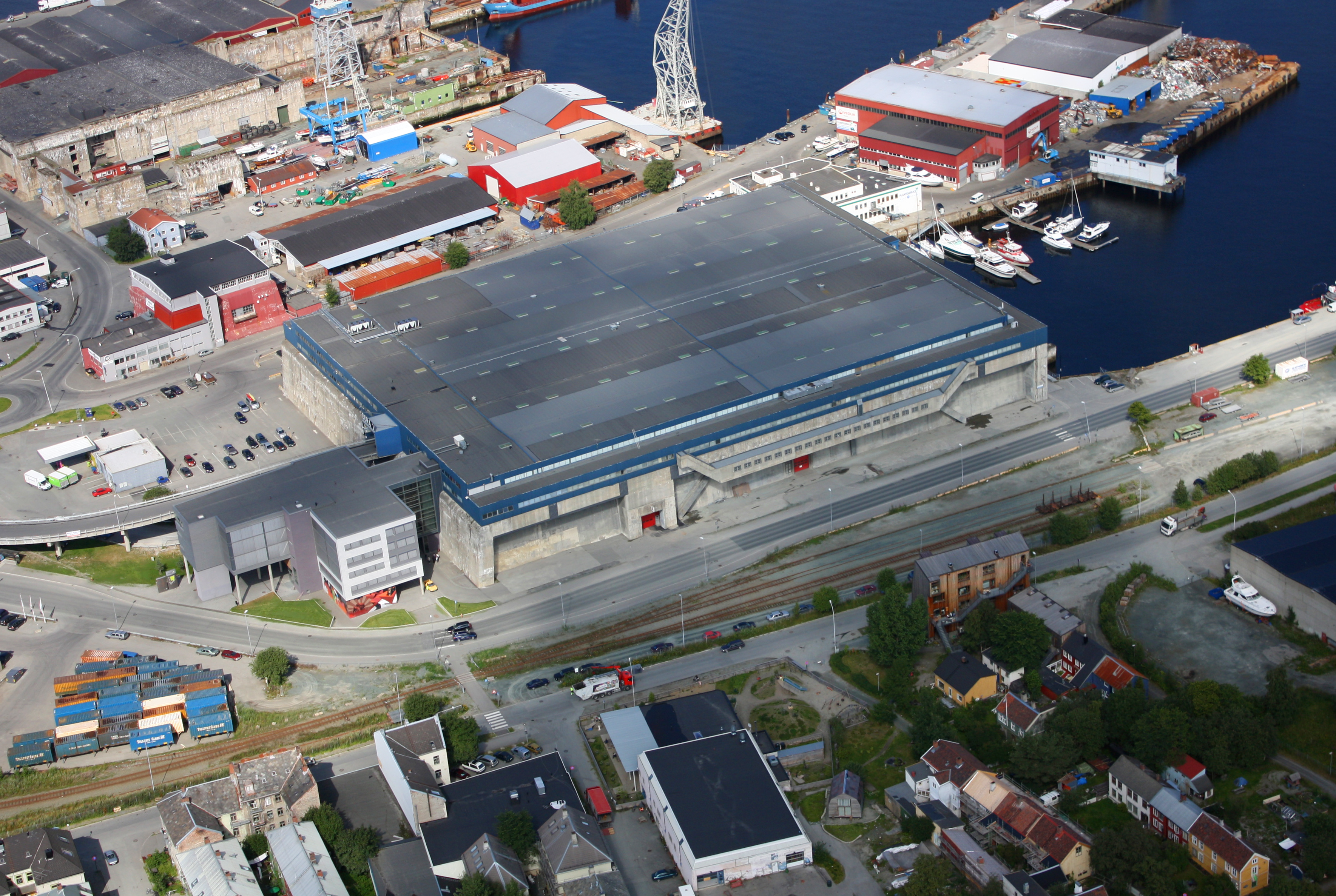
Der Bunker Dora 1 aus der Luft (2010)

Wegen der strategisch günstigen Lage Trondheims (zum einen geschützt im Trondheimfjord und zum anderen direkt am Nord-Atlantik) operierten von Juni 1940 bis zur Kapitulation im Mai 1945 die U-Boote der 13. U-Flottille der Kriegsmarine von hier aus.
Im Mai 1941 wurde mit dem Bau von Dora 1 begonnen, weil die Kriegsmarine großen Bedarf an Häfen außerhalb Deutschlands hatte, in denen Reparaturen durchgeführt werden konnten. Gleichzeitig mussten diese gut zu verteidigen sein. In Trondheim wurden deshalb auf den Hügeln in der Stadt und der Umgebung Fliegerabwehrkanonen und andere Verteidigungsanlagen errichtet, deren Betonfundamente heute noch zu sehen sind. In diesem Zusammenhang besonders erwähnenswert ist die der Stadt vorgelagerte Insel Munkholmen, auf der es mehrere Flakstellungen gab.
Trondheim sollte in dieser Zeit zu einer großen Militärbasis mit bis zu 300.000 Soldaten und deren Familien (mehr als Trondheim heute Bewohner hat) ausgebaut werden. Es gab Pläne, wonach außerhalb Trondheims eine große Siedlung – „Neu Drontheim“ – errichtet werden sollte.
Dora 1 wurde am 20. Juni 1943 der Kriegsmarine übergeben, während am zweiten Bunker (Baubeginn im Januar 1942) noch gebaut wurde. Dora 2 wurde nie fertiggestellt und ist heute eine Ruine.
Nach dem Krieg überlegte man, diese Gebäude zu sprengen. Dazu wäre aber soviel Sprengstoff nötig gewesen, dass auch der Rest von Trondheim Schaden genommen hätte.
Heute gibt es in Dora 1 eine Bowlinghalle sowie ein Archiv der Technisch-Naturwissenschaftlichen Universität Norwegens und Abteilungen des Stadt- sowie Staatsarchivs. Teile der Anlage stehen unter Denkmalschutz.

## Maße
Dora 1 hat eine Länge von 153 Meter und eine Breite von 105 Meter, Dora 2 168 Meter beziehungsweise 102 Meter. Sie wurden aus Stahlbeton gebaut. Die Seitenwände haben eine Stärke von 3 Meter, die Decke sogar 3,5 Meter.

## Legende
In den Bereich der Legenden gehört die Erzählung, dass Gefangene, die am Bau beteiligt waren, während der Arbeit von Aufsehern im Beton der Wände ertränkt wurden. Die Leichname hätten die Konstruktion schwächen können. Hintergrund dieser Legende war wohl der Bericht von einem Unfall, bei dem zwei Arbeiter vom Gerüst in den frischen Beton stürzten und sich tödlich verletzten. Statiker sollen daraufhin errechnet haben, dass dieser einmalige Vorfall nicht zu einer wesentlichen Schwächung der Konstruktion führen würde, weshalb man den Bau einfach fortsetzte.

## Galerie

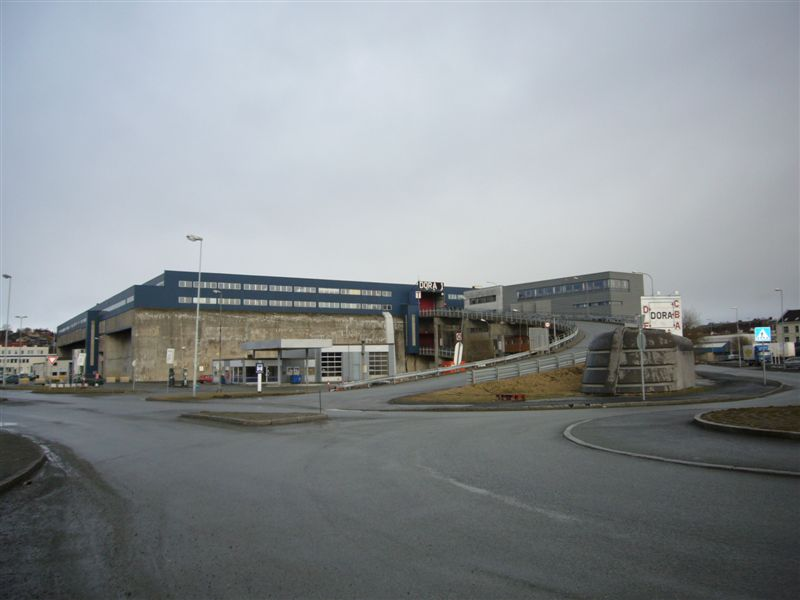
Volle Vorderansicht des Komplexes.
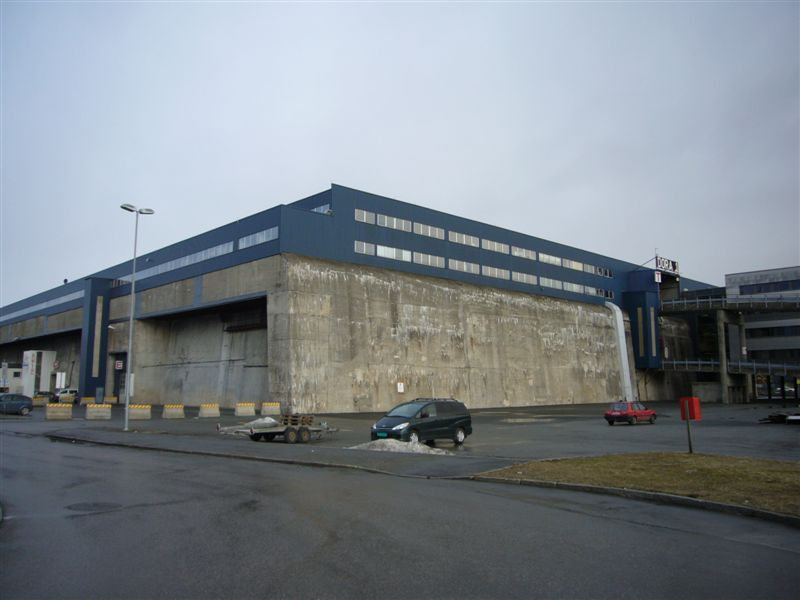
Eckansicht, zeigt die Dicke des Betons.
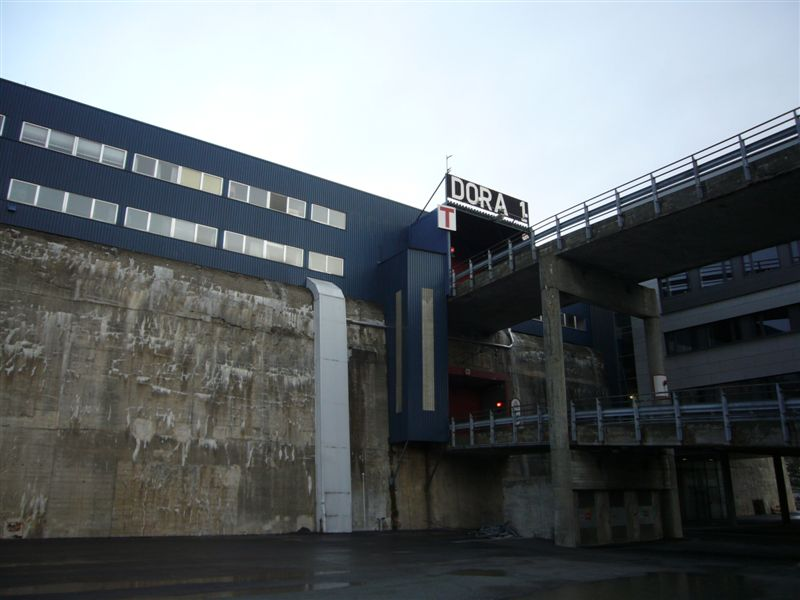
Nahaufnahme der Auffahrrampen auf der Vorderseite.
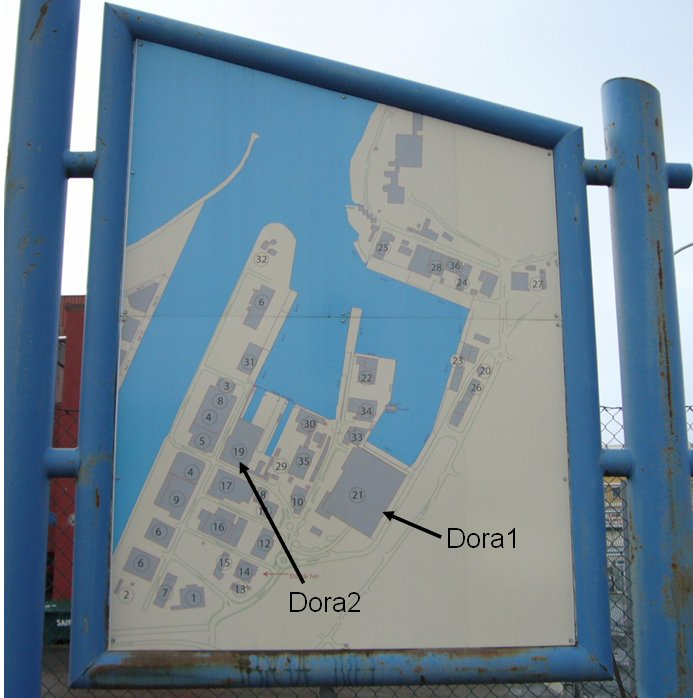
Schild mit Gebäuden im Hafengebiet des Fjords mit Pfeilen, die auf die Dora-Komplexe hinweisen.
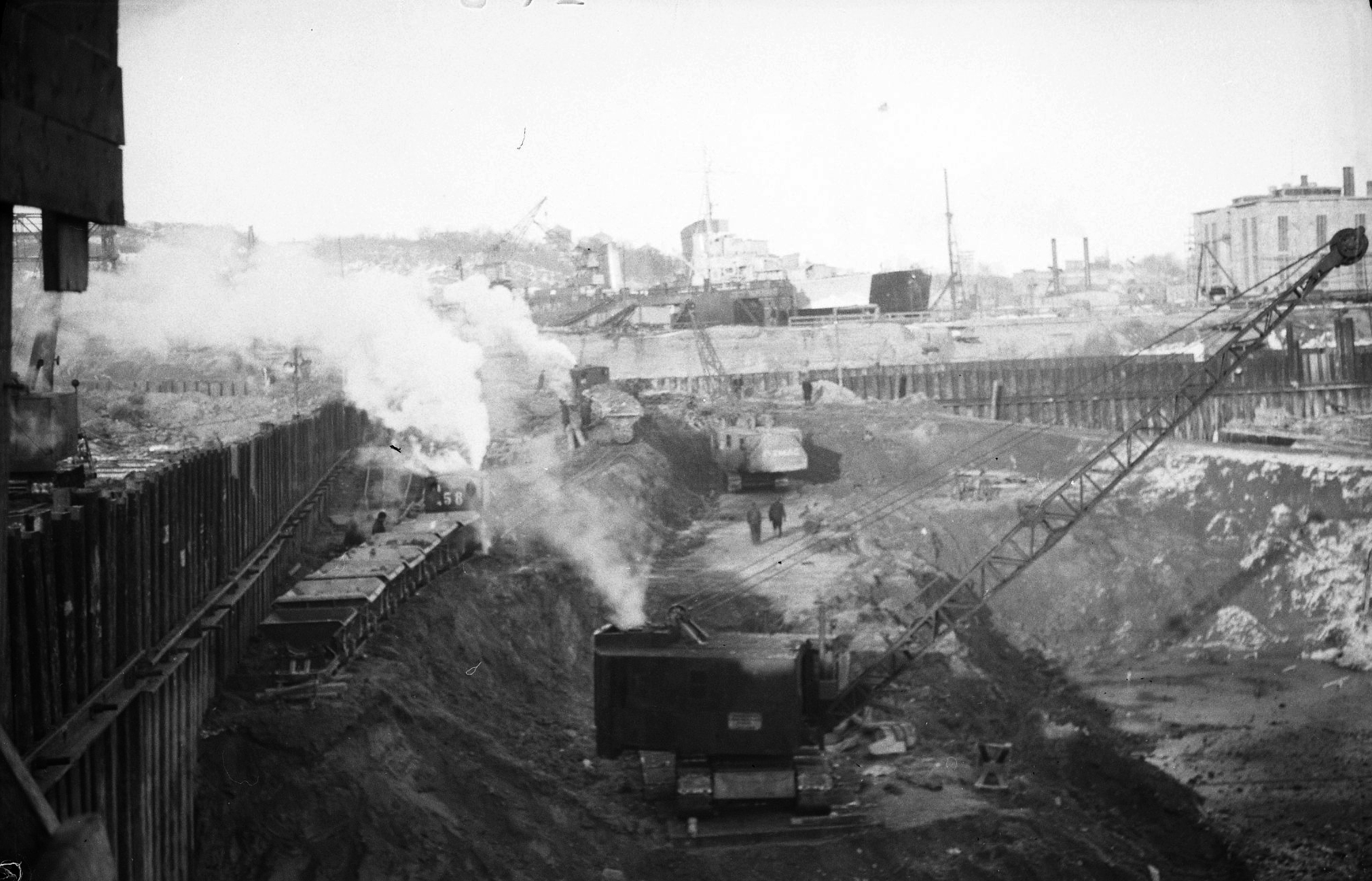
Bau des Bunkers
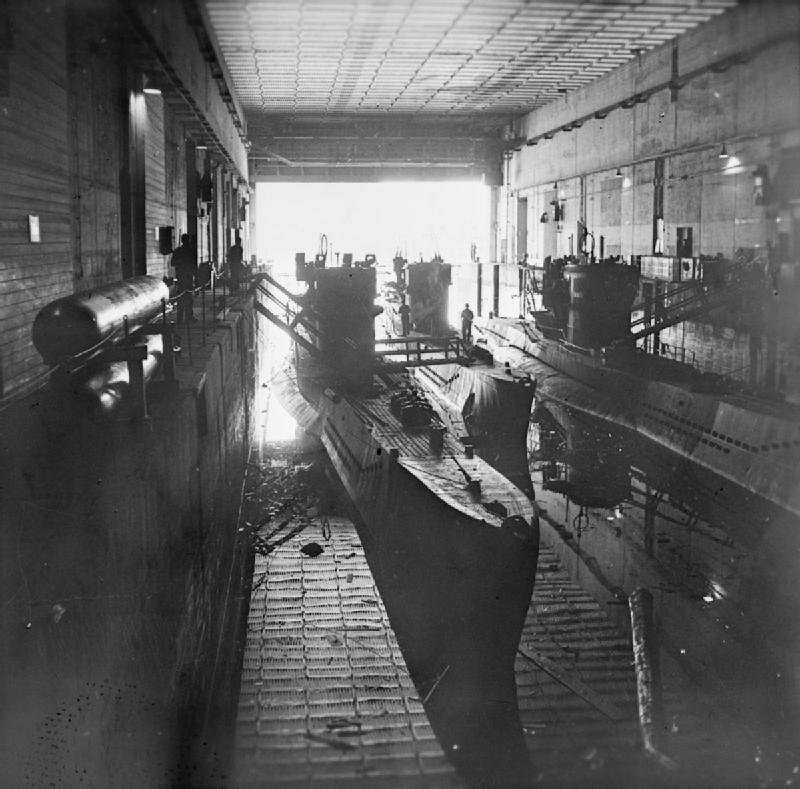
Drei U-Boote in einem U-Boot-Bunker in Trondheim, 19. Mai 1945
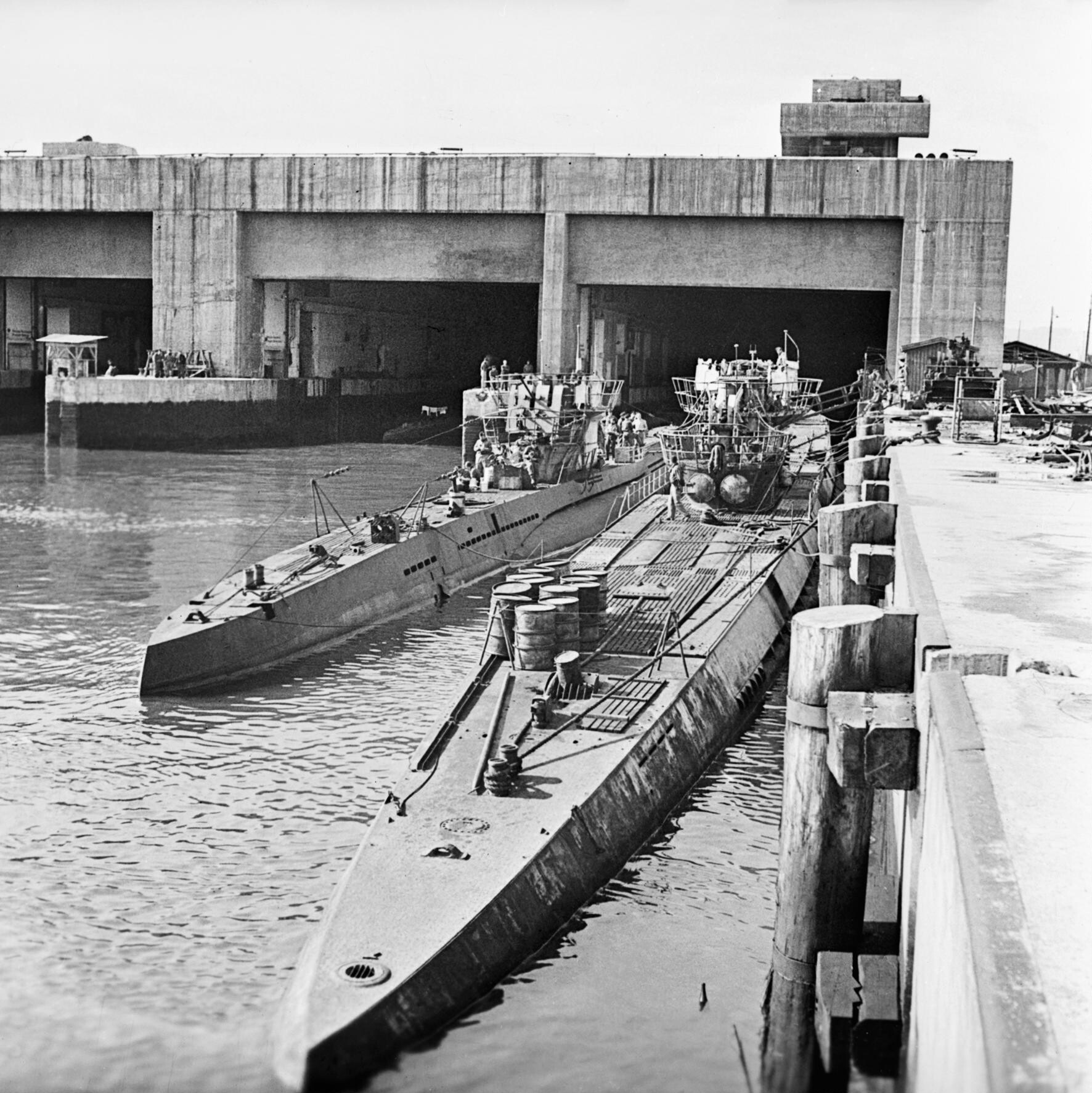
Deutsche U-Boote vom Typ VII und IX in Trondheim nach dem Krieg am 19. Mai 1945
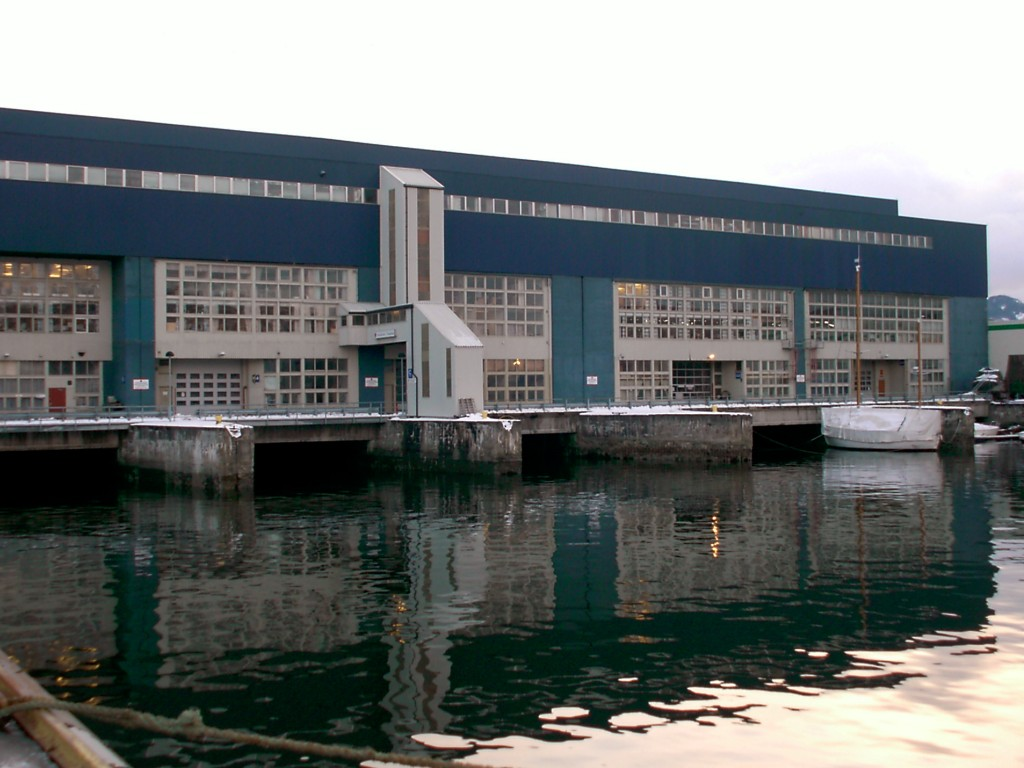
Die Einfahrten des Bunkers auf der Fjordseite (2006, für eine Nahaufnahme, klicke hier)
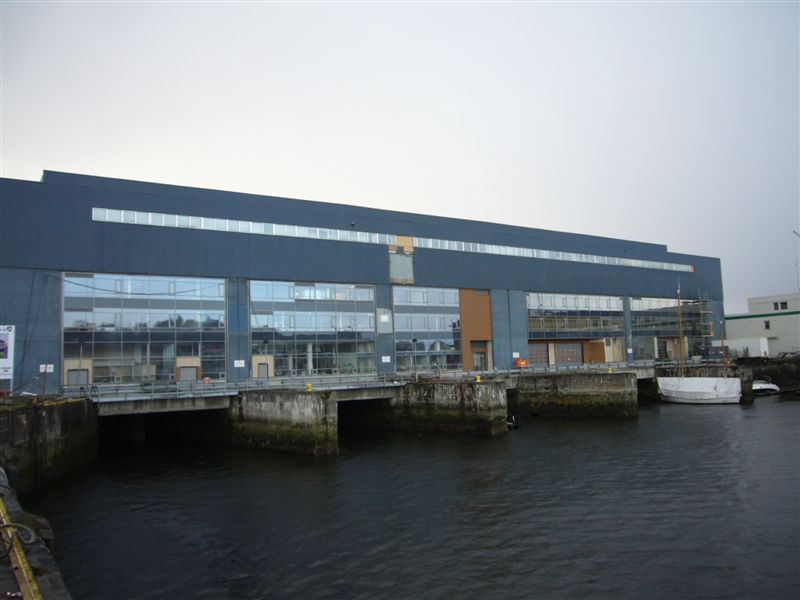
Fjordseite (2007)